# José Mariano Correia de Camargo Aranha
José Mariano Correia de Camargo Aranha (Rio Claro, 7 de junho de 1869 — São Paulo, 27 de setembro de 1913) foi um jurista e jornalista brasileiro. Monarquista convicto, foi redator-chefe do jornal "O Império".
Filho de João Correia de Camargo Aranha e Elisa Alvares Machado, fazendeiros de Rio Claro, José Mariano fez seus estudos na própria fazenda de seu pai. Em 1867 mudou-se para São Paulo, e em 1890 iniciou o curso de direito na Faculdade de Direito de São Paulo, formando-se em 1894. Sua carreira inclui tanto a atuação como jornalista assim como professor de direito.
Foi casado com Rute Brasiliense, filha de Américo Brasiliense, e tiveram cinco filhos.
Em sua homenagem foi batizada a Escola Técnica Estadual Professor Camargo Aranha, situada no bairro da Mooca, São Paulo.
Morreu em 27 de setembro de 1913 em São Paulo.